# در جستجوی نان
در جستجوی نان یکی از قسمت‌های خودزندگینامه ماکسیم گورکی است که در قالب سه‌گانه منتشر شد. این کتاب را احمد صادق به فارسی برگردانده است.